# ジャングル・ブギー
「ジャングル・ブギー」は、黒澤明作詞、服部良一作曲による日本のポピュラー音楽（歌謡曲）で、1948年4月に公開された日本映画『酔いどれ天使』の劇中歌。笠置シヅ子が歌い同年11月に「ブギウギ時代」とカップリングでシングルレコードが発売された（品番A472）。

## 概要
映画『酔いどれ天使』は黒澤明監督の作品で、本楽曲は映画のために監督自身が作詞を手掛けた珍しい作品である。笠置は「ブギを歌う女」で出演し、三船敏郎や木暮実千代らが登場する酒場でのダンスシーンで自ら歌い踊った。
歌詞の「骨も溶けるような恋」は元々「腰も抜けるような恋」だったが、笠置の「こんなえげつない・・・」という言葉を耳にして書き換えたというエピソードが残っている。
題名の通り、まさにジャングルをイメージしたような独特のメロディーで、笠置の“吠える”ようなパンチのある歌声が、さらにジャングルの雰囲気を高めているような歌である。知名度では「東京ブギウギ」や「買物ブギー」と比較すればやや劣るものの、笠置の代表曲の1つといえるヒット曲である。
なお題名は「買い物ブギー」と同様に、間違えて表記される事が多いが、「ジャングル・ブギー」であって「ジャングル・ブギ」ではない。

## カバー
- 1991年、東京スカパラダイスオーケストラがアルバム『ワールド・フェイマス』カバーした。
- 1996年、ソウル・フラワー・ユニオンがシングル「エエジャナイカ」で、カバーした。